# 沙湖办事处
沙湖办事处是位于中华人民共和国湖北省黄冈市黄梅县的一个类似乡级单位，隶属于龙感湖管理区。

## 行政区划
2013年时，在国家统计局网站中，沙湖办事处收录为黄梅县下辖的行政区。2014年后，未有收录。下辖以下行政区：
高坪生产队村、刘家墩生产队村、曹港生产队村、朱湖生产队村、柴湖生产队村、上沙生产队村、下沙生产队村、石圩生产队村、项新圩生产队村、桥东生产队村、大桥生产队村、综合队村和水产队村。